# Wacław Kiełczewski (1896–1975)
Wacław Kiełczewski (ur. 16 sierpnia 1896 w Łopiennie, zm. w listopadzie 1975 w Poznaniu) – polski jubiler i polityk, poseł na Sejm PRL II, III i IV kadencji.

## Życiorys
Uzyskał wykształcenie podstawowe, z zawodu jubiler. Pełnił funkcje prezesa Zjednoczenia Samodzielnych Zegarmistrzów, Złotników, Jubilerów, Rytowników i Bronzowników Poznania oraz prezesa Izby Rzemieślniczej w Poznaniu. W 1957, 1961 i 1965 uzyskiwał mandat posła na Sejm PRL w okręgu Poznań. Przez trzy kadencje zasiadał w Komisji Przemysłu Lekkiego, Rzemiosła i Spółdzielczości Pracy, a ponadto w II i III kadencji w Komisji Budownictwa i Gospodarki Komunalnej.
Został pochowany 12 listopada 1975 na cmentarzu na Junikowie w Poznaniu (pole 8, kwatera 7, miejsce 27).

## Ordery i odznaczenia
- Krzyż Kawalerski Orderu Odrodzenia Polski
- Złoty Krzyż Zasługi
- Odznaka 1000-lecia Państwa Polskiego (1966)[2]